# 德國咖哩香腸
咖哩香腸（德語：Currywurst，德語發音：[ˈkœʁiˌvʊʁst]）是一種德國速食，也是其首都柏林的風行料理之一，為經過汆燙再油煎的切塊香腸澆上咖哩番茄醬。後者被視為整道小吃的精華，一般是混入大量咖哩粉的番茄醬或番茄膏，此外也可以由任何以番茄醬為基底的醬汁搭配咖哩或其他香料製成。
咖哩香腸是十分受到歡迎的德國國民飲食，根據德國咖哩香腸博物館的估計，德國人每年大約吃掉8億根咖哩香腸，其中僅柏林一市的消費即達7千萬根。

## 起源

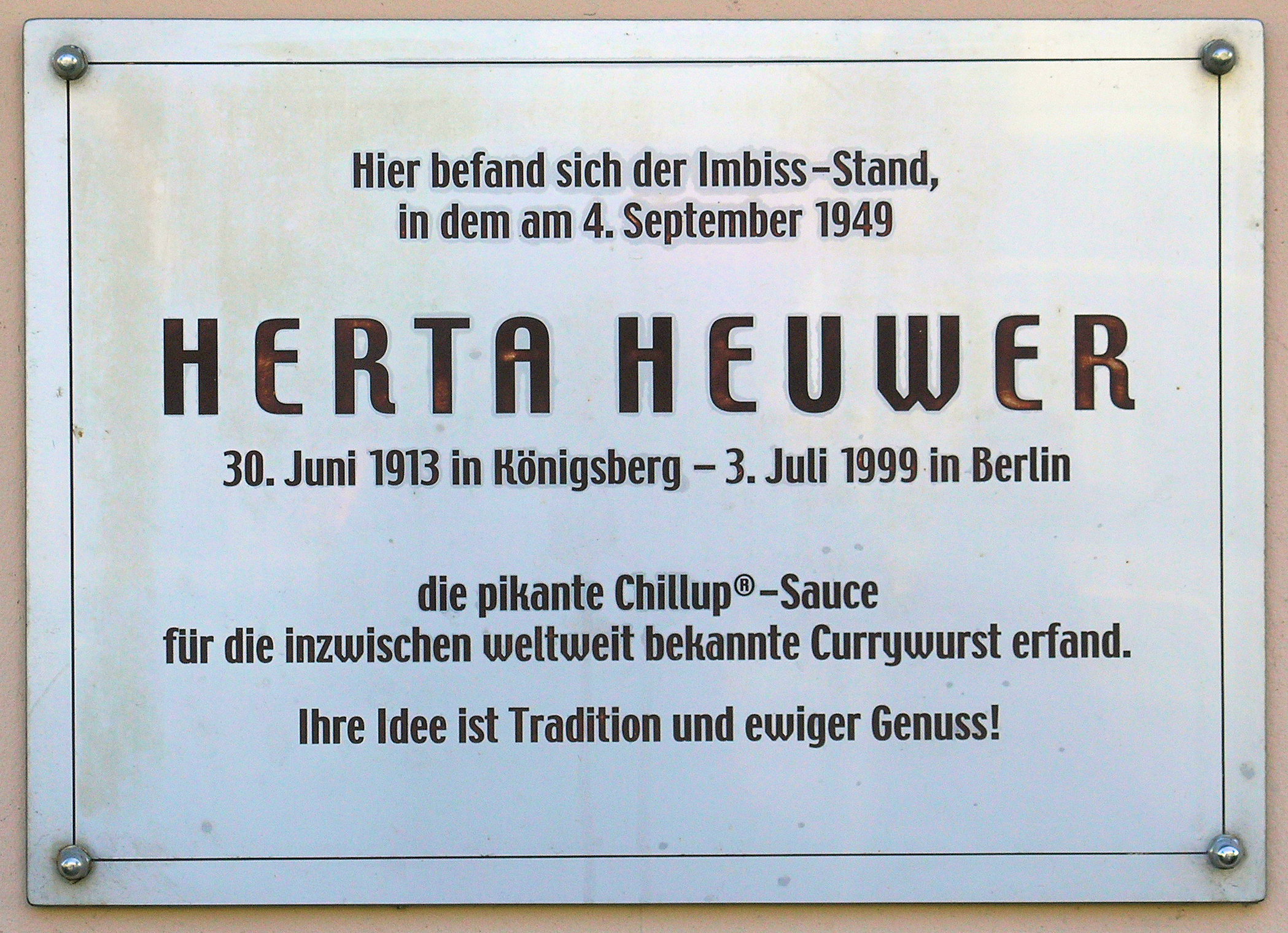
紀念咖哩香腸創始人——赫塔·霍伊韋爾的紀念牌匾，位於柏林康德大街101號。

咖哩香腸的誕生，一般認為是由赫塔·夏洛特·霍伊韋爾女士於1949年在西柏林創始的。那時正值盟軍佔領時期，她從駐德英軍士兵手中獲得了伍斯特醬及咖哩粉等英式調味料，並將兩者與其他香料混合，再淋到烤豬肉香腸上面。之後，霍伊韋爾選擇了英國佔領區內的夏洛滕堡，在該區的街上開設路邊攤。當時遭到第二次世界大戰破壞而滿目瘡痍的柏林有許多工人參與城市的重建工程，而這道價格低廉又份量充足的小吃便很快的受到了他們的歡迎。1951年時，霍伊韋爾替自己研製的咖哩番茄專用沾醬註冊了專利，而沾醬名稱來自辣椒（Chili）和番茄酱（Ketchup）的組合。在鼎盛時期，她的攤子每個禮拜可賣出一萬份咖哩香腸。接著，霍伊韋爾在腓特烈皇帝大街（Kaiser-Friedrich-Straße）59號開了一家快餐店，業務最繁忙時曾雇用到19位員工。這家店鋪一直營業到1974年。
除了柏林之外，漢堡及魯爾區兩大都會區也曾與之爭奪「咖哩香腸起源地」的地位。魯爾地區有說法稱咖哩香腸的沾醬是埃森一個香腸小吃攤販的偶然發明，他不小心將一個打開的咖哩粉罐頭倒入一些番茄醬中。但這兩者在後來都落敗給柏林。

## 食用情形

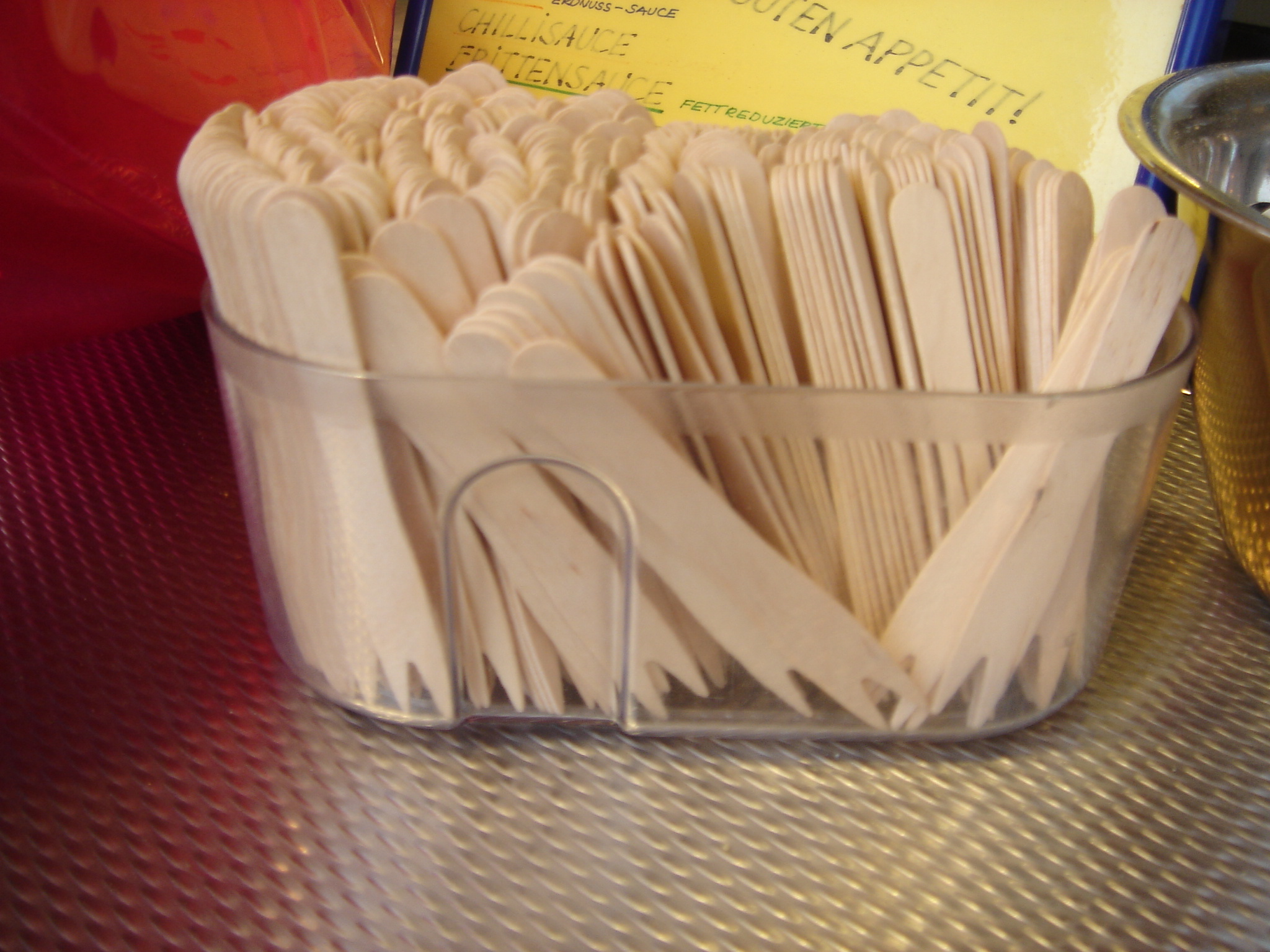
木製的咖哩香腸專用免洗叉

今日的咖哩香腸通常是一道外帶食品、點心（Schnellimbisse）、街頭食品，或者是餐廳裡供應的兒童餐，常見的配料還包括薯條或圓麵包。咖哩香腸在德國各地都很受歡迎，但在柏林、漢堡或魯爾區等都會地帶特別熱門，而這些地區之間的流行吃法無論是在香腸種類或沾醬上都可能出現顯著的不同，有的甚至可能加入辣椒粉或洋蔥絲，或是搭配美乃滋。販售咖哩香腸的路邊攤有時會利用特製的機器來切割香腸，並附上紙餐盤、紙盒及塑膠或木製的免洗叉。此外也有超市上架版的咖哩香腸，方便消費者在家自己準備，例如德國食品業者美卡推出的「咖哩王」香腸（CurryKing）。
福斯汽車設在狼堡的總部營運有自身專屬的香腸製造廠，每年產出350萬份咖哩香腸，其中有160萬份供應給福斯車廠的員工。阿富汗戰爭期間，德國聯邦國防軍駐在阿富汗東北部的昆都士基地裡也會提供咖哩香腸當軍中伙食。

## 相關文化

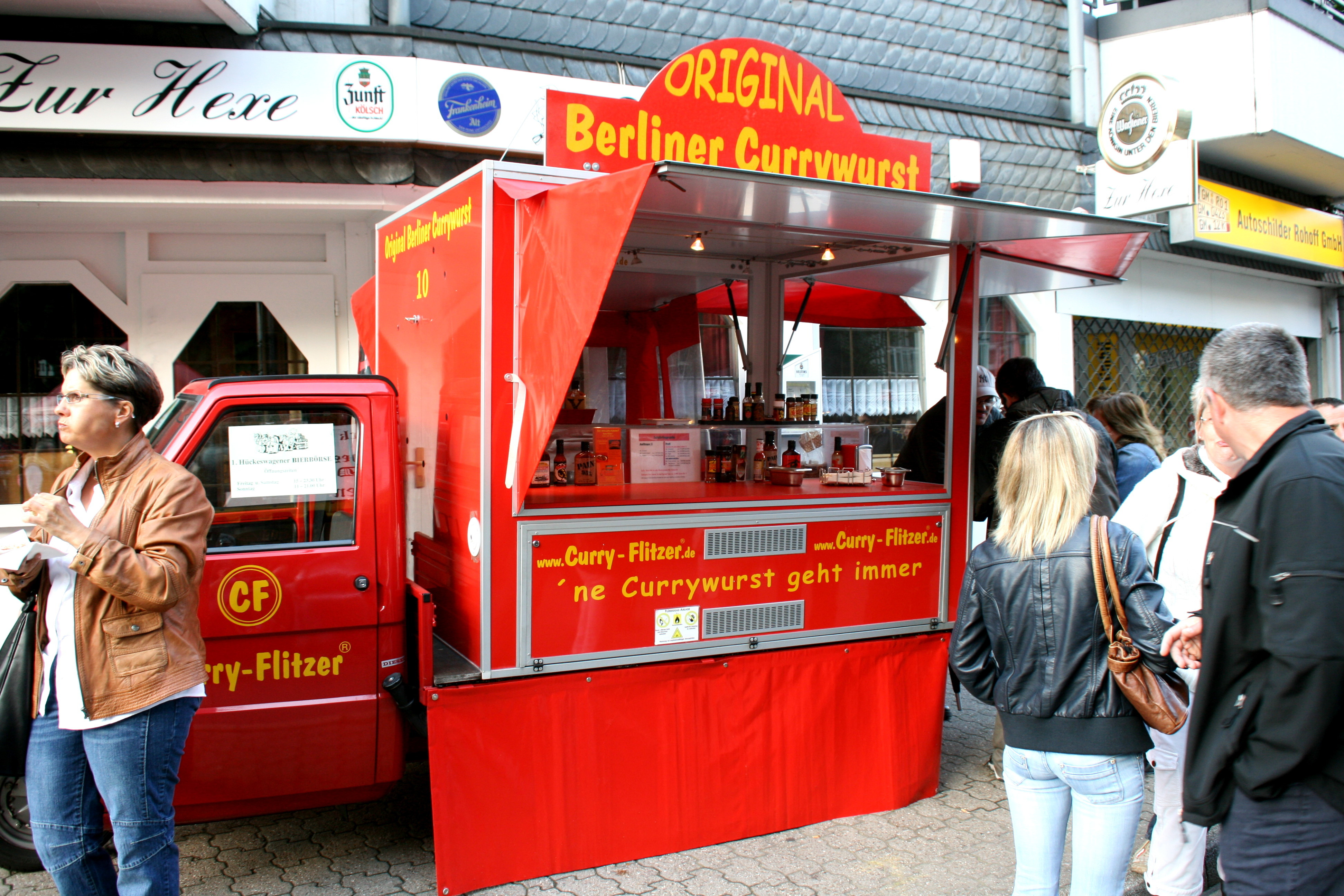
一輛販售咖哩香腸的小賣車

咖哩香腸是德國飲食文化中具有指標性及代表性的一項食品，前德國總理格哈特·施羅德是一位著名的咖哩香腸愛好者。咖哩香腸的熱門還形成了一套不成文政治傳統——每位角逐柏林市長的候選人都會到咖哩香腸攤前拍一張照片以示親民作風。德國知名流行歌手赫伯特·格林邁爾也在其1982年專輯中收錄了《咖哩香腸》一曲，對這道國民小吃表示致敬。
德國作家烏韋·提姆的1993年小說《咖哩香腸的發明》（Die Entdeckung der Currywurst）在2008年改編成同名電影，但無論是原著還是電影的劇情，都根據於一項流傳但未經證實的說法，也就是稱咖哩香腸是漢堡當地的產物。
2009年8月15日，柏林市中心開設了一座咖哩香腸博物館，以紀念咖哩香腸誕生60週年。館長馬丁·洛韋爾（Martin Loewer）表示：「沒有一道德國國民料理能（像咖哩香腸）這樣激發如此多的歷史、吸引這麼多的愛好者」。該館離查理檢查哨不遠，參觀民眾可以在館內了解咖哩香腸各方面的資訊，館方發行的入場券還贈送一條咖哩香腸供遊客品嚐。
2013年6月30日時，Google特地在其首頁將Google商標改成了漫畫版的咖哩香腸，用咖哩番茄醬、一根叉子和美乃滋在香腸與薯條上排出了的字樣，以紀念霍伊韋爾的100歲冥誕。

## 外部連結
- Deutsches Currywurst Museum Berlin
- Berlin's obsession with currywurst （页面存档备份，存于） - BBC News report
- Currywurst is The Secret Weapon - AEG Perfunkt video about a West Berlin cult snack shop
- NY Times Jan 26, 2011 - National Dish Comes Wrapped in Foreign Flavoring （页面存档备份，存于）